# Lovely Planet (jeu vidéo)
Pour les articles homonymes, voir Lovely Planet.
Lovely Planet est un jeu vidéo de tir à la première personne développé par QuickTequila et édité par tinyBuild Games en 2014 sur Windows, Mac, Linux, Wii U, PlayStation 4 et Xbox 360.

## Accueil
- Canard PC : 5/10[1]
- PC Gamer : 82 %[2]